# Frederik Næblerød
Frederik Næblerød (født 1988) er en dansk kunstner, der er uddannet fra Kunstakademiet.

## Opvækst
Næblerød er opvokset på Frederiksberg. Moren er uddannet jurist, og faren er økonom.

## Karriere
Næblerød har været tilknyttet Alice Folker Gallery siden 2017 og har blandt andet udstillet på Anat Ebgi i Los Angeles, Galeria Alejandro i Barcelona, NADA Art Fair, Canada Gallery i New York, Haverkampf Gallery i Berlin, Kunsthal for Maritim Æstetik i Grenaa og Alice Folker Gallery i København.
I april 2020 modtog han Silkeborg Kunstnerlegat.
Næblerød har medvirket i DR2-dokumentaren "Kunstnerkolonien" fra 2020 og DR2-dokumentaren "Ufortyndet" fra 2021.
Næblerød har blandt andet solgt sine malerier til Poul Nyrup Rasmussen og Mogens Jensen.